# Родниковая саламандра
Родниковая саламандра (лат. Gyrinophilus porphyriticus) — вид хвостатых земноводных из семейства безлёгочных саламандр.
Общая длина достигает 12—19 см, максимальная длина — 23,18 см. По своему строению похожа на других представителей своего рода. Имеет красную, оранжево-жёлтую окраску с чёрными или коричневыми крапинками или пятнышками.
Любит ручьи, горные источники. Днём скрывается под брёвнами, камнями, листьями. Ночью охотится на беспозвоночных.
Размножение происходит с апреля по август. Самка откладывает под камни от 44 до 132 яиц диаметром 3,5 мм. Личинки живут в воде около 3 лет, после чего происходит метаморфоз, и они покидают водоём.
Родниковая саламандра обитает в горах Аппалачи в США и Канаде.